# Virginia Slims of Denver 1985
VS of Denver 1985 — жіночий тенісний турнір, що проходив на закритих кортах з килимовим покриттям у Денвері (США) в рамках Світової чемпіонської серії Вірджинії Слімс 1984. Відбувся вшосте і тривав з 14 до 20 січня 1985 року. Шоста сіяна Пінат Луї-Гарпер здобула титул в одиночному розряді.

## Фінальна частина

### Одиночний розряд
Пінат Луї-Harper —  Зіна Гаррісон 6–4, 4–6, 6–4

### Парний розряд
Мері Лу Деніелс /  Робін Вайт —  Леслі Аллен /  Шерон Волш 1–6, 6–4 7–5

## Нотатки
1. ↑  Світова чемпіонська серія Вірджинії Слімс 1984 тривала від березня 1984 року до березня 1985-го.[1]